# Franco Sbarro

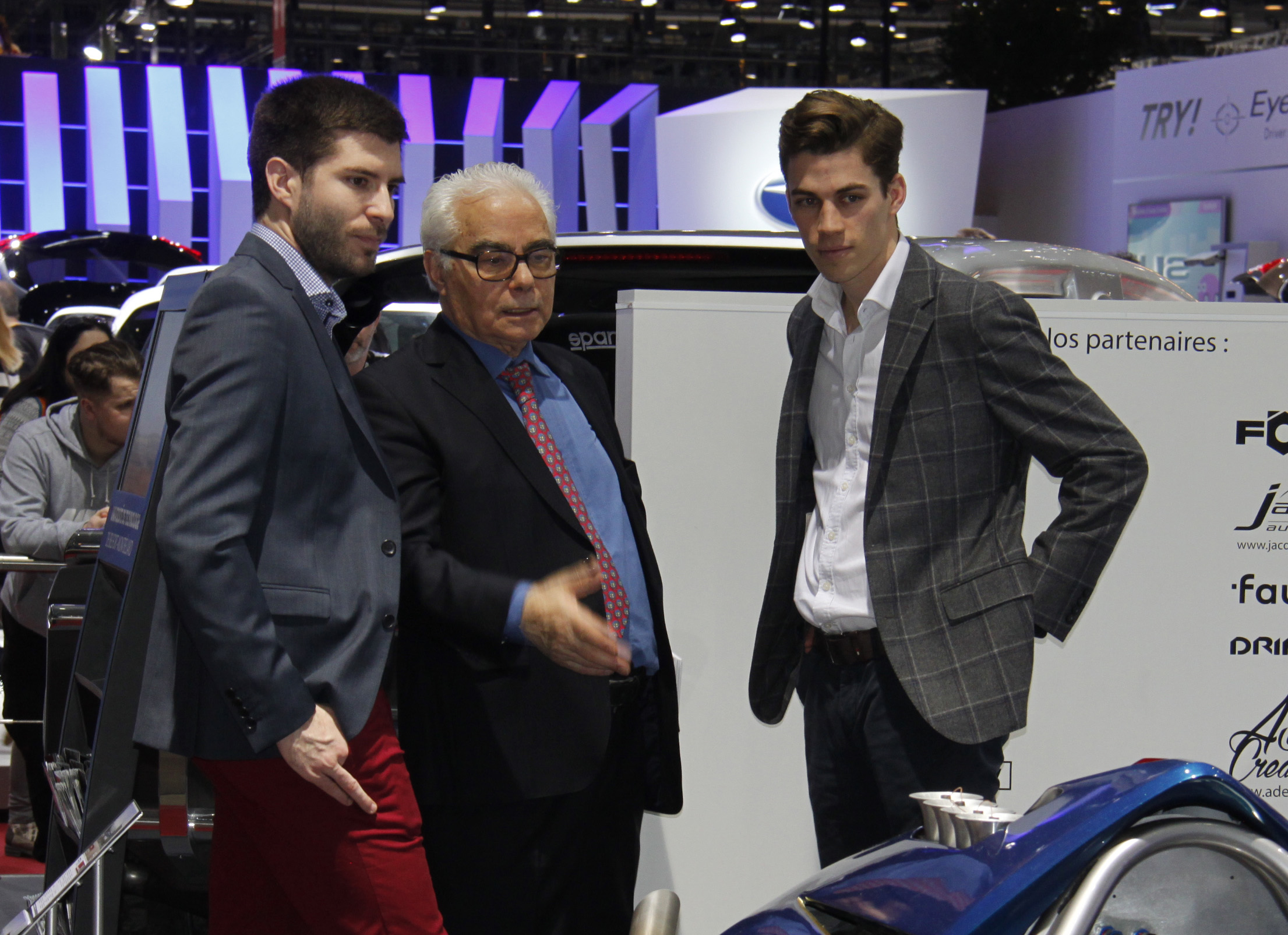
Franco Sbarro al Salone di Ginevra nel 2018

Franco Sbarro (Presicce, 27 febbraio 1939) è un progettista e imprenditore italiano, specializzato in progettazione di automobili.

## Biografia
Nato a Presicce, un piccolo paese del Salento, Franco Sbarro è l'unico figlio maschio della famiglia, assieme a lui vi sono tre sorelle maggiori. All'età di 18 anni con un diploma di maturità classica, Sbarro lascia l'Italia e si dirige in Svizzera dove, dopo aver lavorato per Borgward, diventa capo meccanico della Scuderia Filipinetti. Nel 1968, dopo essere uscito dalla società di Filipinetti, fonda la ditta "Atelier de Construction Automobile" con sigla A.C.A. e inizia la sua attività a Grandson assemblando automobili di sua progettazione e unendo componenti meccaniche di grande serie, come motori BMW o Rover, a carrozzerie da lui disegnate.

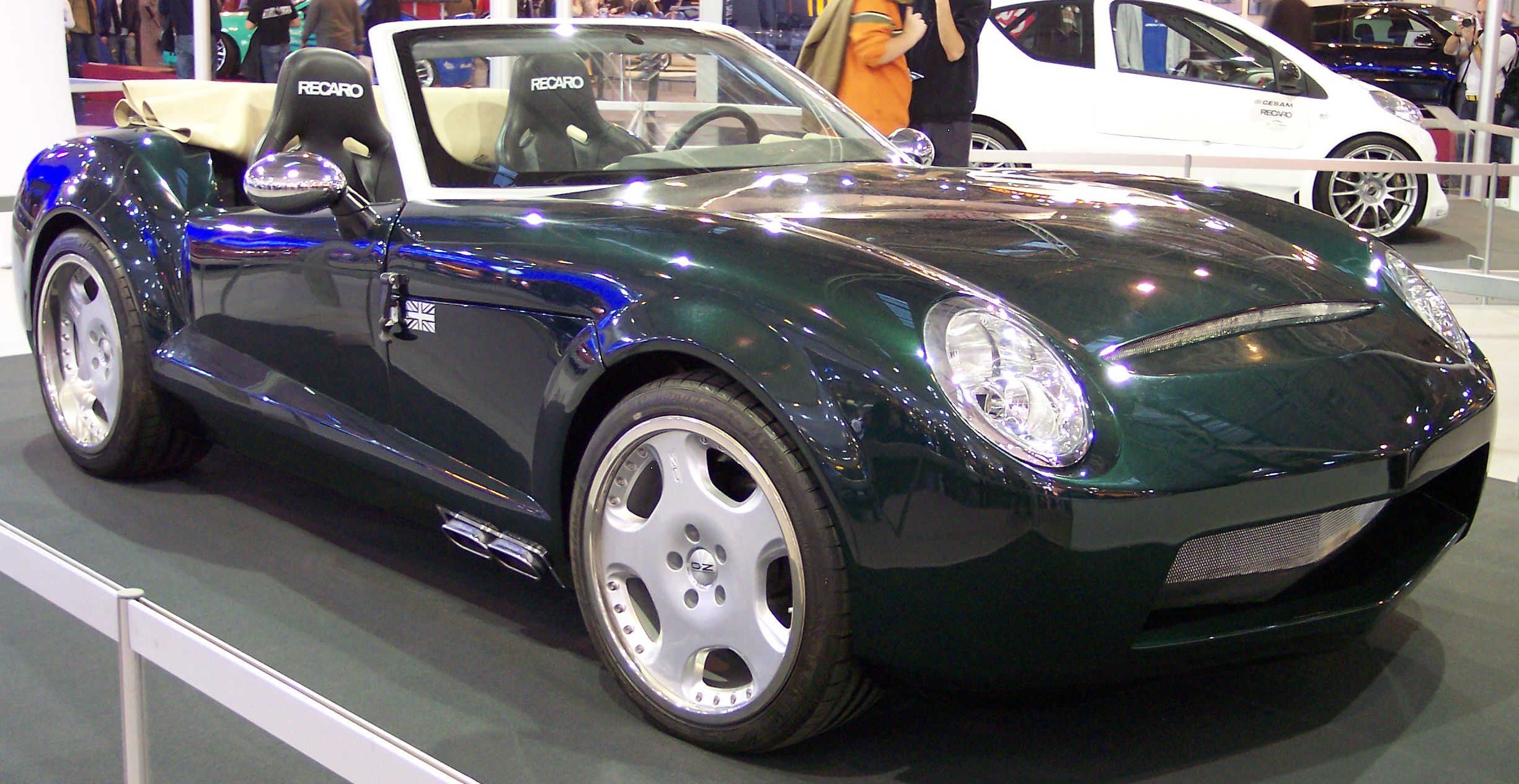
Una creazione Sbarro su meccanica Jaguar

## Azienda Sbarro

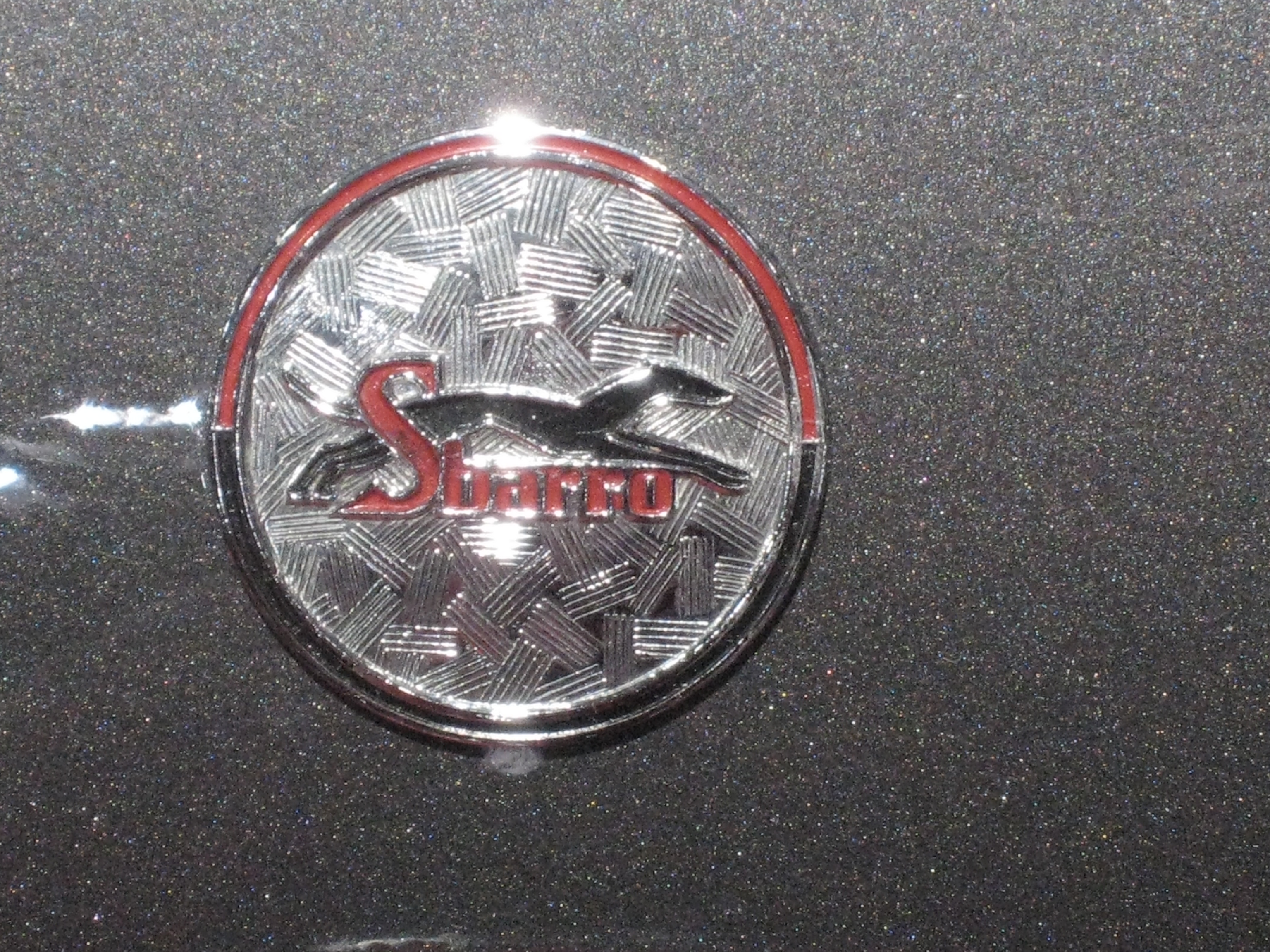
Logo del marchio Sbarro

Nel 1971 Sbarro organizza la sua azienda con logo Sbarro e sede in Neuchâtel. La fabbrica si dedica alla progettazione e produzione di concept car e prototipi di automobili e motociclette.
Da ricordare sono la replica della BMW 328, realizzata con grande cura e dotata di motori BMW, il coupé su base Audi 100 costruita nel 1974, e la replica della Bugatti Royale, dotata di un motore a 16 cilindri che era la fusione di due motori V8 della Rover.
Al Salone di Ginevra del 1989, Sbarro presenta la sua ruota orbitale priva di mozzo centrale, applicabile su motociclette e automobili, che sfrutta il principio della motoruota. 
Nel 1995 ha fondato a Pontarlier, in Francia, la ESPERA (Espace Sbarro Pédagogique d'Etudes et de Réalisations Automobiles), una scuola di design dove prosegue la realizzazione di autovetture sperimentali.
Tra le produzioni più recenti, vi è l'Alfa Romeo Sbarro Diva, preparata in collaborazione con l'Alfa Romeo.

## Automobili prodotte
Tra le principali automobili progettate e prodotte da Sbarro figurano:
- Coupé Filipinetti
- Coupé Filipinetti 2
- Sbarro Bi-moto Scorpius
- Sbarro Orbital Wheel
- Sbarro Robur
- Sbarro GT1
- Sbarro Oxalys
- Sbarro Formula 5000
- Sbarro Ellipsis
- Sbarro Essenza
- Lancia Ionos
- Sbarro AC Cobra Replica
- Sbarro Alcador
- Sbarro Autobau
- Sbarro Monster G
- Sbarro Alfa Romeo 155 SportWagon Q4
- Sbarro Astro
- Sbarro BMW XX5
- Sbarro Brescia
- Sbarro Cadillac Function Car
- Sbarro Challenge
- Sbarro Chevrolet Corvette
- Sbarro Chrono
- Alfa Romeo Issima
- Super twelwe con due motori Kawasaki Z1300
- Super eight con motore Ferrari 308 GTB